# مصاحبه (فیلم ۱۹۷۳)
مصاحبه (انگلیسی: Interview) یک فیلم از سینمای هند به زبان مالایالم و به کارگردانی جی. ساسی‌کمار است که در سال ۱۹۷۳ منتشر شد.